# José Mário Angonese
José Mário Scalon Angonese (Santiago, 1 de junho de 1960) é um prelado brasileiro da Igreja Católica, atual arcebispo metropolitano de Cascavel.

## Biografia

### Vida incial
Nasceu no dia 1 de junho de 1960, no que é hoje o município de Unistalda, no estado do Rio Grande do Sul, filho de Roberto Antônio Angonese e Henrica Scalon Angonese. De 1983 a 1989 cursou filosofia e teologia no Seminário Maior de Viamão, da Arquidiocese de Porto Alegre. Obteve licenciatura em filosofia, com especialização em psicologia da educação na Faculdade de Filosofia, em Canoas. Recebeu a ordenação presbiteral no dia 16 de dezembro de 1989, de Dom José Ivo Lorscheiter, sendo incardinado na Diocese de Santa Maria.
De 1990 a 2002 foi assistente do Seminário Menor São José e promotor da Pastoral Vocacional, na cidade de Santa Maria, no Rio Grande do Sul. Foi diretor espiritual (1991-1998) e reitor do Seminário Menor de São José (1999-2001), pároco da paróquia Santíssima Trindade, em Nova Palma (2002-2010), pároco da Paróquia da Ressurreição e reitor do Seminário Maior Arquidiocesano São João Maria Vianney, em Santa Maria (2011-2013).

### Episcopado
Atendendo pedido de Dom Moacyr Vitti, arcebispo de Curitiba, o Papa Bento XVI o nomeou, em 20 de fevereiro de 2013, como bispo titular de Giufos e bispo auxiliar de Curitiba. Sua ordenação episcopal foi presidida por Dom Moacyr Vitti, em 28 de abril do mesmo ano, na Basílica da Medianeira, em Santa Maria, sendo coadjuvado por Dom Hélio Adelar Rubert, arcebispo de Santa Maria, e Dom José Mário Stroeher, bispo de Rio Grande. Seu lema episcopal é "Eis-me aqui, envia-me!"
No dia 31 de maio de 2017, o Papa Francisco o nomeou bispo diocesano de Uruguaiana, no Rio Grande do Sul. Em 2019 foi eleito pelos membros do Conselho Permanente da Conferência Nacional dos Bispos do Brasil para integrar a Comissão Episcopal para o Laicato da Conferência, no quadriênio 2019-2023. Em junho de 2023 foi reeleito como membro da mesma Comissão para o quadriênio 2023-2027.
Em 2 maio de 2024 foi elevado pelo papa Francisco ao posto de arcebispo da Arquidiocese de Cascavel, com sua posse ocorrendo no dia 9 de junho.